# Nagy Zoltán (grafikus)
Nagy Zoltán (Tapolca, 1916. szeptember 15. – Budapest, 1987. február 28.) magyar grafikus, bélyegtervező, Nagy Gábor színész apja.

## Élete és munkássága
A tehetségesnek bizonyuló grafikusművész az Iparművészeti Főiskolán érett önálló művésszé, méghozzá Helbing Ferenc és Haranghy Jenő keze alatt. 1940-ben tervezőnek került a Pénzjegynyomdába. A nemzetközi tekintéllyel rendelkező grafikus és bankjegytervező, Horváth Endre örökébe lépett át annak halála után, ugyanis ő lett a híres rézmetsző gárda szellemi és szervezeti vezetője is. A műhely fő profiljával összhangban állva, a papírpénzek előállításával foglalkozott leginkább. Az 1946-ban fokozatosan bevezetett forint bankóinak tervezésében több részfeladatot kapott Horváth Endrétől. Az 1960-as és 1970-es években főként a kisebb-nagyobb módosításokat, javításokat és korszerűsítéseket végezte el a pénzeken, amelyek részben a politika, más részben a biztonsági elvárások növekedése miatt kerültek a nyomdába. Legfőbb önálló alkotása az 1970-ben kibocsátott lila színű 500 forintos bankjegy, melynek előoldalán Ady Endre arcképe, hátoldalán pedig az Erzsébet híd ábrázolása található.
Pályafutásának első részére esett a Pénzjegynyomdába bekapcsolódása a bélyegek gyártásába, ennek következtében lényegesen többet tervezhetett a postabélyegekből, mint híres elődje, ugyanis neki mindössze öt év volt rendelkezésére tervezni. Nagy Zoltán tervezései közül 30 éven át, 1947 és 1977 között összesen 218 bélyeg látott napvilágot.
A bőséges termés az idők szavának engedelmeskedve a friss politikai rendszer és helyzet által diktált motívumokat tartalmazta a legelső évtizedben. Ekkor volt a legnagyobb érdeklődéssel a posta iránt, ugyanis filatéliai alkotásai háromnegyed részének megszületése erre az időszakra tehető. Joszif Sztálinról összesen három ízben nyílott alkalma önálló kibocsátásra tervezett bélyeget készíteni. Ezek közül a legutolsó az 1953-ban, Sztálin halálának évében kiadott híres gyászblokk. Legjobb magyar tanítványáról, Rákosi Mátyásról is ő adott ki egy három címletből álló bélyegsort Rákosi Mátyás 60. születésnapja emlékére, 1952-ben. További munkái között szerepel a Békekongresszus, Május elseje, Marx, Lenin, Magyar-szovjet barátság, Úttörő, valamint a Népköztársasági címer (1957).
Azonban Nagy Zoltánnak más jellegű feladatok is jutottak, amelyeket ugyanolyan szakmai gondossággal, kiváló rajzkészséggel, valamint ügyes karakterizáló képességgel hajtott végre. Még a kurzusnak megfelelő tálalású Gyermek sorokat (1950 és 1951) is ide lehet sorolni, de a Néphadsereg Napja 1952. évi sorozatának történelmi tárgyú portréi az egyik legnívósabb alkotásai közé tartoznak. A portrét mindig is a „művészet csúcsának” számították, ugyanis az emberi arc tökéletes ábrázolása és visszaadása a legkomolyabb feladatok közé tartozik az ókortól egészen napjainkig. Nagy Zoltán éppen a portrékészítésben elért teljesítményével emelkedik ki a magyar bélyegtervezők sorából. A metszett bélyegtervezései közé tartozik az 1954-es Jókai-blokk. Ennek a technikának az egyéni csúcsát 1953-ban és 1953-ban érte el, mindkétszer Népviselet című bélyegsoraival. Ezeken a címleteken megfigyelhetők és nyomon követhetők a többnyire Horváth Endre által a pengős bankjegyeken lefektetett, majd a háborút egy részben a forintos bankjegyeken túlélt népi romantikus stílus utolsó jegyei. Szintén a magyar népi kultúra emblematikus filatéliai érdekessége lett az 1958-ban kiadott Brüsszel-blokk. Részese volt a korabeli technológiai színvonal közepette pártutasításra elkészítendő Alumíniumbélyeg bravúros elkészítésének és kiadásának 1955-ben. Ez a kiadás volt a világ első fémfóliára nyomott postabélyege.

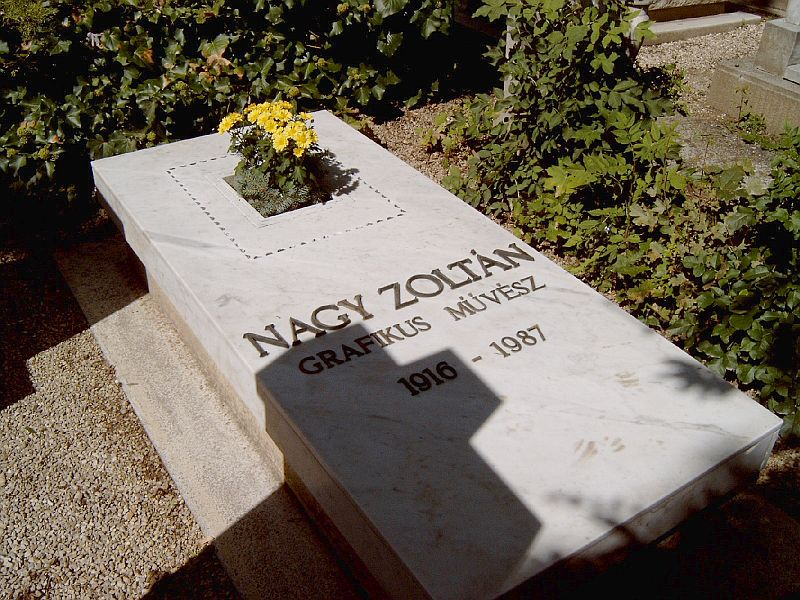
Nagy Zoltán grafikus sírja Budapesten
Farkasréti temető: 9/3-2-32.

Legutolsó munkája részben emlékeztet az általa tervezett 500 forintos bankjegyre, nem csupán motívum, hanem karakter szempontjából is. Az egyik legnagyobb hatású magyar alkalmazott grafikus a bélyegek világától az Ady Endre-centenáriumon búcsúzott el. Ő fejlesztette tovább a Horváth Endre szárnyai alatt felnövekvő igen nagy tudású rézmetsző csoportot, aminek tagjai mesterük utódjaként haladva készítették a magas művészi értékeket képviselő bélyegterveket.
Nyomdai feladatai és munkássága mellett igen hosszú ideig vezette az újpesti Derkovits Képzőművészeti Kört. Kiállításai Magyarországon és a nagyvilágban is öregbítették a magyar grafikusok hírnevét. Összesen két önálló kiállítással rendelkezett: 1977-ben Budapesten és 1981-ben Pécsen állított ki.
Munkásságának a Magyar Posta az 1993-ban Vagyóczky Károly által tervezett bélyegnapi sor egyik címletének képében állított emléket.

## Díjai, kitüntetései
- 1954: Munkácsy Mihály-díj
- 1964: az év legszebb bélyege
- 1966: az év legszebb bélyege
- 1972: az év legszebb bélyege
- 1975: Tótfalusi Kis Miklós-díj